# Microregiunea Hajdúhadház
Microregiunea Hajdúhadház (în maghiară Hajdúhadházi kistérség) a fost o microregiune statistică (kistérség) din județul Hajdú-Bihar, Ungaria.
Cu o populație de 60.416 locuitori și o suprafață de 635,65 km2, aceasta a existat până în 2014, când în Ungaria, microregiunile ”kistérségek” au fost înlocuite de districte (járások).